# Cicindela (Cicindela)

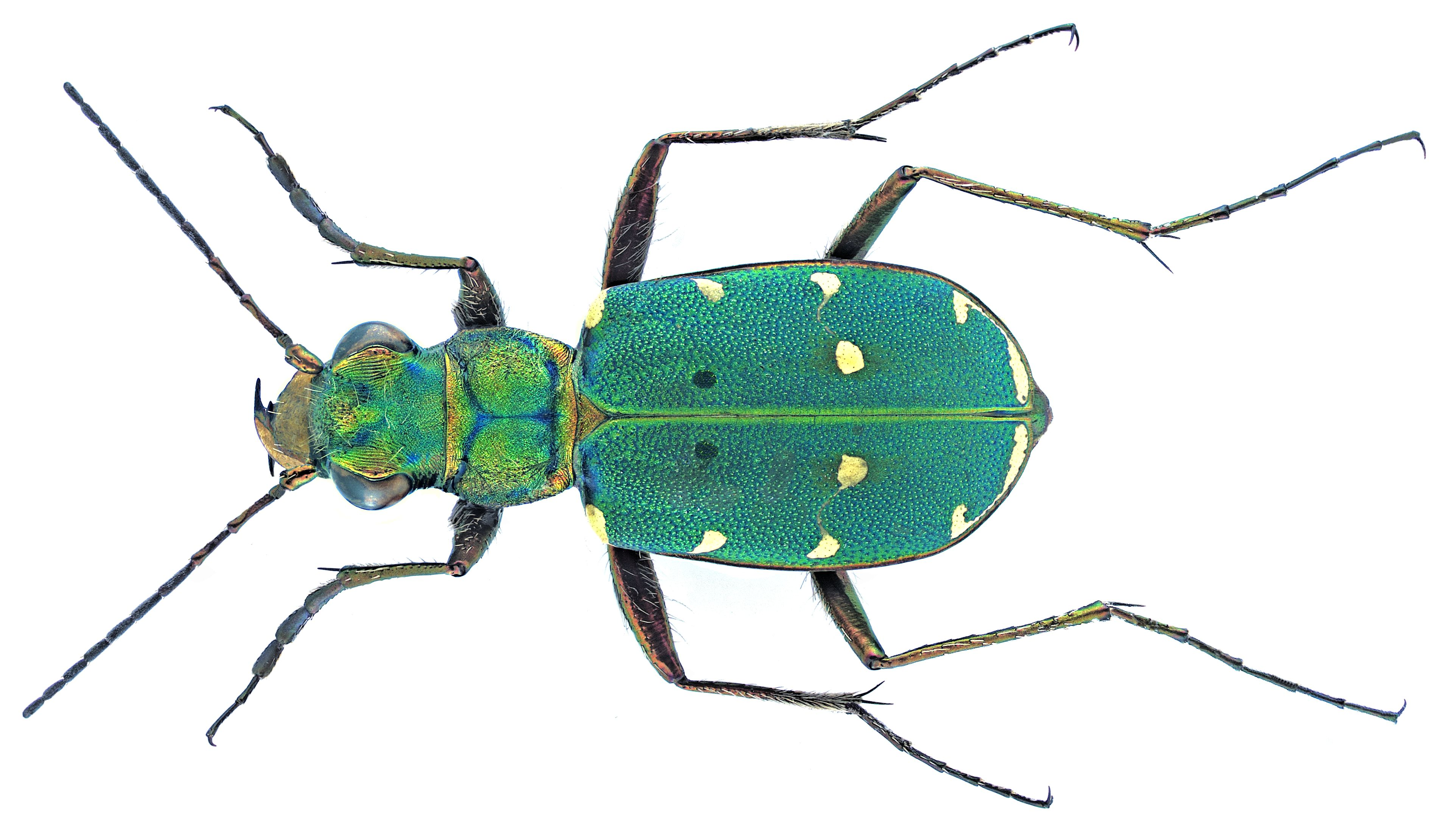
Cicindela campestris pontica

Cicindela (Cicindela) lub Cicindela sensu stricto – podrodzaj chrząszczy z rodziny biegaczowatych, podrodziny trzyszczowatych i rodzaju Cicindela.

## Występowanie
Trzyszcze z tego podrodzaju występują w Europie, Azji z wyjątkiem Azji Południowej i Południowo-Wschodniej oraz Ameryce Północnej od Kanady po Meksyk. 5 gatunków w Polsce.

## Systematyka
Do podrodzaju tego zalicza się następujące gatunki:
- Cicindela albissima Rumpp, 1962
- Cicindela altaica Eschscholtz, 1829
- Cicindela ancocisconensis T.W.Harris, 1852
- Cicindela arenicola Rumpp, 1967
- Cicindela asiatica Audouin & Brulle, 1839
- Cicindela bellissima Leng, 1902
- Cicindela campestris Linnaeus, 1758 – trzyszcz polny
- Cicindela carolae Gage & McKown, 1991
- Cicindela clypeata Fischer von Waldheim, 1821
- Cicindela coerulea Pallas, 1773
- Cicindela columbica Hatch, 1938
- Cicindela decemnotata Say, 1817
- Cicindela denikei Brown, 1934
- Cicindela denverensis Casey, 1897
- Cicindela depressula Casey, 1897
- Cicindela desertorum Dejean, 1825
- Cicindela duodecimguttata Dejean, 1825
- Cicindela formosa Say, 1817
- Cicindela fulgida Say, 1823
- Cicindela gallica Brulle, 1834
- Cicindela gemmata Faldermann, 1835
- Cicindela georgiensis Deuve, 2011
- Cicindela granulata Gebler, 1843
- Cicindela herbacea Klug, 1832
- Cicindela hirticollis Say, 1817
- Cicindela hybrida Linnaeus, 1758 – trzyszcz piaskowy
- Cicindela iberica Mandl, 1935
- Cicindela japana Motschulsky, 1858
- Cicindela javetii Chaudoir, 1861
- Cicindela lacteola Pallas, 1776
- Cicindela lagunensis Gautier des Cottes, 1872
- Cicindela latesignata LeConte, 1851
- Cicindela lengi W.Horn, 1908
- Cicindela lewisii Bates, 1873
- Cicindela limbalis Klug, 1834
- Cicindela limbata Say, 1823
- Cicindela longilabris Say, 1824
- Cicindela lusitanica Mandl, 1935
- Cicindela majalis Mandl, 1935
- Cicindela maritima Dejean, 1822 – trzyszcz nadmorski
- Cicindela maroccana Fabricius, 1801
- Cicindela monticola Menetries, 1832
- Cicindela nebraskana Casey, 1909
- Cicindela nigrior Schaupp, 1884
- Cicindela nordmanni Chaudoir, 1848
- Cicindela ohlone Freitag, Kavanaugh & Morgan, 1993
- Cicindela oregona LeConte, 1857
- Cicindela parowana Wickham, 1905
- Cicindela patruela Dejean, 1825
- Cicindela pimeriana Leconte, 1866
- Cicindela plutonica Casey, 1897
- Cicindela pugetana Casey, 1914
- Cicindela pulchra Say, 1823
- Cicindela purpurea Olivier, 1790
- Cicindela repanda Dejean, 1825
- Cicindela resplendens Dokhtouroff, 1888
- Cicindela restricta Fischer von Waldheim, 1828
- Cicindela sachalinensis A.Morawitz, 1862
- Cicindela sahlbergii Fischer von Waldheim, 1824
- Cicindela sexguttata Fabricius, 1775)
- Cicindela soluta Dejean, 1822
- Cicindela songorica Motschulsky, 1845
- Cicindela splendida Hentz, 1830
- Cicindela sylvatica Linnaeus, 1758 – trzyszcz leśny
- Cicindela sylvicola Dejean, 1822 – trzyszcz górski
- Cicindela talychensis Chaudoir, 1846
- Cicindela tenuicincta Schaupp, 1884
- Cicindela theatina Rotger, 1944
- Cicindela tranquebarica Herbst, 1806
- Cicindela transbaicalica Motschulsky, 1844
- Cicindela turkestanica Ballion, 1871
- Cicindela turkestanicoides W.Horn, 1938
- Cicindela varians Ljungh, 1799
- Cicindela waynei Leffler, 2001